# Aimery Pinga
Aimery Pinga Maria (* 6. Januar 1998 in Freiburg im Üechtland) ist ein Schweizer Fussballspieler mit kongolesischen Wurzeln.

## Karriere

### Vereine
Pinga begann seine Karriere beim FC Schoenberg. Zur Saison 2009/10 wechselte er zum FC Fribourg. Zur Saison 2012/13 wechselte er in die Jugend des BSC Young Boys. Im September 2015 spielte er erstmals für die U-21-Mannschaft der Berner in der 1. Liga. In der vierthöchsten Spielklasse kam er in der Saison 2015/16 zu fünf Einsätzen, in denen er drei Tore erzielte.
Im Oktober 2016 wechselte er zum FC Sion, bei dem er zunächst auch in der U-21-Mannschaft in der Promotion League zum Einsatz kam. Im März 2017 stand er gegen den FC Luzern erstmals im Profikader. Sein Debüt in der Super League gab er im Mai 2017, als er am 31. Spieltag der Saison 2016/17 gegen die Young Boys in der 61. Minute für Moussa Konaté eingewechselt wurde. In der Saison 2016/17 blieb dies sein einziger Profieinsatz, für die Reserve kam er zu zwölf Drittligaeinsätzen, in denen er fünf Mal traf. Im Dezember 2017 erzielte Pinga bei der 3:2-Niederlage gegen den FC St. Gallen sein erstes Tor in der höchsten Schweizer Spielklasse. In der Saison 2017/18 kam er insgesamt zu 14 Einsätzen in der Super League, in denen er zwei Tore erzielte, und auch zu 14 Einsätzen in der Promotion League für die Reserve.
Im August 2018 wurde er an den Ligakonkurrenten Grasshopper Club Zürich ausgeliehen. Für GCZ kam er in der Saison 2018/19 zu 19 Einsätzen in der Super League, aus der er mit dem Verein am Saisonende allerdings abstieg. Im September 2019 wurde er erneut ausgeliehen, diesmal nach Andorra zum in der dritten spanischen Liga spielenden FC Andorra. In Andorra konnte er sich allerdings nicht durchsetzen, und so kam er bis zum Saisonabbruch nach dem 28. Spieltag nur zu vier Einsätzen in der Segunda División B. Nach dem Ende der Leihe kehrte er zur Saison 2020/21 nach Sion zurück und absolvierte anschliessend noch drei Partien für die U-21-Mannschaft.
Am 2. August 2021 gab dann der belgische Zweitligist Royal Excelsior Virton die Verpflichtung des Stürmers bekannt. Die Saison 2022/23 verbrachte er wieder in der Schweiz beim Zweitligisten Neuchâtel Xamax und erzielte in 19 Ligapartien zwei Treffer. Im August 2023 verpflichtete ihn der FC Rapperswil-Jona, und nur fünf Monate später ging er weiter zum Ligarivalen FC Bulle. Dort erzielte er bis zum Saisonende in elf Ligapartien neun Treffer.

### Nationalmannschaften
Zwischen 2015 und 2019 absolvierte Pinga insgesamt acht Partien für diverse Jugendnationalmannschaften der Schweiz und erzielte dabei zwei Treffer.